# Alessandro Ortis
Alessandro Ortis (Udine, 12 agosto 1943) è un manager italiano.

## Biografia
Ex-Allievo della Scuola Militare Nunziatella di Napoli, ha conseguito la laurea in Ingegneria Nucleare presso il Politecnico di Milano, diplomandosi successivamente presso la SDA Bocconi School of Management dell'Università commerciale Luigi Bocconi.
Durante la sua carriera ha ricoperto ruoli dirigenziali in alcune tra le maggiori aziende private italiane, quali Gruppo Zanussi, Gruppo Pirelli, Gruppo ENI, Ispredil – ANCE, Serono, Tecnofarmaci.
Ha sviluppato poi un'elevata esperienza nel settore energetico, finanziario ed istituzionale, avendo ricoperto i ruoli di Vice Presidente dell'Enel; di Presidente di Eurelectric; Presidente del gruppo di esperti per il settore elettrico dell'Agenzia internazionale dell'energia (AIE); di Direttore Generale per l'Energia e le Risorse Minerarie al Ministero dello sviluppo economico; Presidente della CCSE (Cassa Conguaglio per il Settore Elettrico); Membro del Governing Board dell'AIE, del Consiglio superiore dei Lavori pubblici, della Commissione tecnico-scientifica del Dipartimento della Protezione Civile e del Comitato scientifico della Sogin.
Nel dicembre 2003 è stato nominato Presidente dell'Autorità per l'energia elettrica e il gas, incarico che ha mantenuto fino al febbraio 2011. Ha anche ricoperto il ruolo di Vice Presidente del Consiglio europeo dei Regolatori per l'Energia e di Presidente di MEDREG, l'Associazione dei Regolatori per l'energia elettrica e il gas del Mediterraneo.
È stato senior advisor della Banca Europea per la Ricostruzione e lo Sviluppo. Attualmente è: Co-Presidente della Commissione Economia e Sviluppo della Assemblea Parlamentare del Mediterraneo; Presidente Onorario di MEDREG; Vice Presidente del Comitato Tecnico Scientifico dell'ENEA; membro del Consiglio Direttivo SIOI (Società Italiana per l'Organizzazione Internazionale).
È insignito delle onorificenze di Cav. di Gr. Cr. dell'Ordine al merito della Repubblica Italiana e di Cavaliere della Légion d'Honneur francese.